# Lasioglossum blackburni
Lasioglossum blackburni là một loài Hymenoptera trong họ Halictidae. Loài này được Cockerell mô tả khoa học năm 1910.

## Hình ảnh

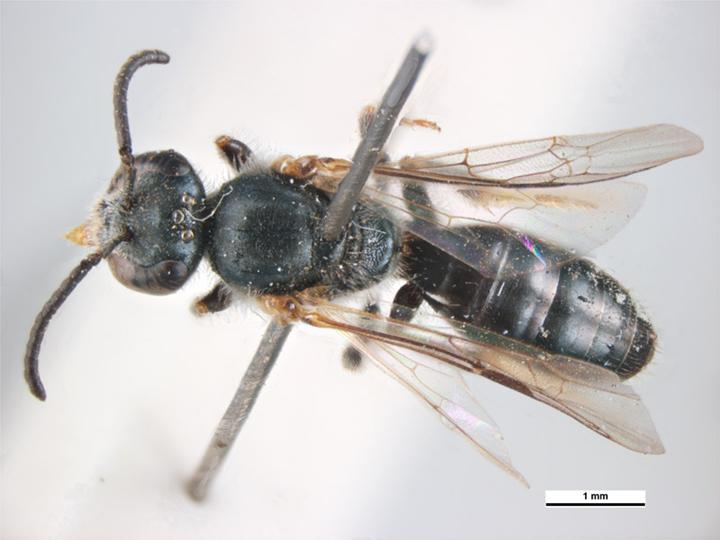